# Amazing Gift Vol.1
"Amazing Gift Vol.1"는 2011년 1월 3일에 발매된 랍티미스트의 첫 번째 비트테이프이다.

## 수록곡
1. Chop & Paste
2. Black Cancer
3. 너의 꿈
4. 난타
5. Yoonhee33
6. Road
7. 비켜 (Feat. Mad Clown)
8. Love me
9. 이쁜척
10. Dear. Unknown
11. Heat Breaker
12. Your Guitar
13. 1985
14. Flip
15. 압구정 남자 (Feat. DJ Dopsh)
16. Moon River

## 특이 사항
- 본 앨범의 13번 트랙 '1985'의 비트가 《Amazing Gift Vol.3》 비트테이프에 수록된 '퇴학'의 비트와 동일하다.